# Gulchohra Mammadova
Gulchohra Mammadova (en azerí: Gülçöhrə Məmmədova) es arquitecta de Azerbaiyán, Arquitecto de Honor de la República de Azerbaiyán (2006).

## Biografía
Gulchohra Mammadova nació el 24 de abril de 1953 en Vedi. En 1971 ingresó en la Universidad Técnica de Azerbaiyán. Desde 1985 fue miembro de la Unión de Arquitectos de Azerbaiyán. En 1999 fue designada la rectora de la Universidad de Arquitectura y Construcción de Azerbaiyán. En los años 2000-2005 fue elegida como diputada de la Asamblea Nacional de la República de Azerbaiyán. Gulchohra Mammadova es miembro de pleno derecho de la Academia Internacional de Ciencia de Europa Oriental y de la Academia Internacional de Arquitectura Oriental. Desde 2007 es secretaria del Consejo de la Unión de Arquitectos de Azerbaiyán.
En 2006 recibió el título “Arquitecto de Honor de la República de Azerbaiyán. En 2013 se ha galardonado con la "Orden Shohrat” por la participación en la vida política y social de la República de Azerbaiyán .

## Premios y títulos
- Arquitecto de Honor de la República de Azerbaiyán (2006)
- Diploma de Honor de Presidente (2016)[2]